# Fekete Zoltán (erdőmérnök)
Nagyajtai Fekete Zoltán (Selmecbánya, 1877. április 18. – Sopron, 1962. április 4.) erdőmérnök, botanikus. Az általa kidolgozott, korszerű faállomány-szerkezeti és erdőbecslési módszerekkel a gazdasági szempontokat hatékonyabban érvényesítő fatermeléstan előmozdítója volt. 1941-től a Magyar Tudományos Akadémia levelező tagja volt. Fekete Lajos (1837–1916) erdőmérnök, botanikus fia, Fekete Zoltán (1911–1988) pedológus apja.

## Élete
Középiskoláit szülővárosában, Selmecbányán végezte el, majd beiratkozott a Bányászati és Erdészeti Akadémiára. Erdőmérnöki oklevelét 1900-ban szerezte meg, de már 1898-tól a zsarnócai állami erdőhivatalnál gyakornokoskodott. 1900-ban a liptóújvári főerdőhivatalhoz helyezték át erdészjelöltként. 1901-ben tanársegédi kinevezést kapott a selmecbányai akadémia erdőrendezés-tani tanszékére, ahol később adjunktusként tanított. 1907 és 1911 között a zsarnócai erdőhivatal vezetője volt. 1911-től az akadémián az erdőrendezéstan rendkívüli, 1913-tól rendes tanáraként oktatott, 1914–1917-ben az erdőmérnöki osztály dékáni tisztét töltötte be. 1919-től a Sopronba költöztetett bánya- és erdőmérnöki főiskolán továbbra is az erdőrendezéstan nyilvános rendes tanáraként működött. 1934-től 1946. évi nyugdíjazásáig emellett az erdőbecsléstan és az erdőértékszámítás-tan tárgyakat is oktatta. 1920–1923 és 1925–1926 között az erdőmérnöki osztály dékánjaként, 1932–1934-ben pedig a főiskola rektoraként is tevékenykedett. 1928-tól 1937-ig a főiskola képviseletében a felsőház tagja volt. 1946-os nyugdíjazását követően még 1952-ig tanított a soproni tanintézetben.

## Munkássága
Főként erdőbecslési, famagasság-számítási és faállomány-szerkezeti, ezek összegződéseként pedig erdőérték-számítási és erdőrendezési kérdésekkel foglalkozott. Még zsarnócai erdőhivatal-vezetőként dolgozta ki a szálerdőkre alkalmazható fatömegbecslési módszert, a faállományok közelítő térfogatát meghatározó rácspróbát vagy rudas szalagpróbát. A faállományok növekedésében megfigyelhető törvényszerűségekből és Adalbert Schiffel osztrák erdőmérnök korábbi számításaiból kiindulva, a faegyedek átmérő szerinti megoszlására kidolgozott egy matematikai alapú számítást (Schiffel–Fekete-képlet). Az általa szerkesztett erdészeti segédtáblák évtizedeken át nagy segítséget nyújtottak az erdőrendezési munkálatokhoz, valamint az erdős területeken végzett útépítési előszámításokhoz. A nagyszabású Alföld-fásítási tervekhez tudományos támogatást nyújtandó az 1920-as években több – Szeged, Gödöllő, Mezőhegyes, Királyhalom, Kisújszállás és Isaszeg környékén végzett – terepmunkán behatóan vizsgálta az akácfa növekedési ütemét és fejlődésének ökológiai feltételeit, ezzel meghatározta az akác fatermeléstani jellemzőit. A későbbi évtizedekben a tölgyesek és a bükkösök hasonló termelési mutatóit is összeállította. Munkássága során elért tudományos eredményeit, az erdőbecslési eljárások gyakorlati alkalmazását több száz oldalas 1951-es monográfiájában foglalta össze.
Az eddigieken túl behatóan foglalkozott erdészeti botanikával is, a századfordulón bekapcsolódott a Liptói-havasokban folyó geobotanikai kutatásokba, de az 1900-as években apjával együtt is végzett növényföldrajzi megfigyeléseket a Kárpátok több területén (Tátra, Fátra, Kis-Kárpátok, Keleti-Kárpátok, Nyugati-Beszkidek). Gyakran foglalkozott az erdészeti szaknyelv kérdéseivel is. Szerkesztette az Erdészeti Kísérletek című szakfolyóiratot.
Tudományos eredményei elismeréseként 1941-ben a Magyar Tudományos Akadémia levelező tagjává választották, egy ideig elnökként az Erdészeti Bizottság munkáját irányította. Emellett az Országos Erdészeti Egyesület tiszteleti, és a finn erdészettudományi társulat levelező tagja is volt.

## Főbb művei
- Magasságmérések az erdészeti növényföldrajzi megfigyeléseknél, in: Erdészeti Kísérletek 1902
- A fokozatos kihasználás és a térszakozás, in: Erdészeti Lapok 1911. 3. sz.
- A fatömeg-táblák alkalmazásának gyakorlati méltatása, in: Erdészeti Kísérletek 1914
- Erdőmérnöki segédtáblák, Sopron, 1926
- A hozadék összefüggése a vágásfordulóval és az iránynövedékkel, in: Erdőgazdasági Szemle 1930
- Szerfabecslési táblázatok, in: Erdészeti Kísérletek 1931
- Az akác sorfa fatömeg- és növekvési táblái, Sopron, 1931
- Akác-fatömegtáblák és szerfabecslési táblázatok, Sopron, 1935
- Akác-fatermelési táblák a magyar Alföld számára, Sopron, 1937
- Erdőbecsléstan, Sopron, 1941
- Erdőbecslés és értékszámítás, in: Erdészeti zsebnaptár, Budapest, 1943
- Fatermelési és faállományszerkezeti vizsgálatok a hazai tölgyesekben, Sopron, 1947
- Erdőrendezéstan, I–II. köt., Sopron, 1950
- Erdőbecslési segédtáblák, Sopron, 1951
- Erdőbecsléstan a faállományszerkezettan és a fatermeléstan vázlatával, Budapest, 1951
- Fatermelési és faállományszerkezeti vizsgálatok hazai bükkösökben, Budapest, 1958